# KC Potsdam
Der Kanu-Club Potsdam im Olympischen Sportclub Luftschiffhafen e. V. (KC Potsdam)  wurde 1960 beim Armeesportclub in Leipzig gegründet und am 22. März 1963 dem Armeesportclub Potsdam (ASK) als Kanu-Club Potsdam angegliedert.
Der ASK nutzte bis 1990 den Luftschiffhafen und dort trainierten Kanuten wie Birgit Fischer, Frank Fischer, Kay Bluhm und Torsten Gutsche.
Am 27. September 1990 erfolgte die Umbenennung des übergeordneten Armee-Sportclubs Potsdam in Olympischer Sportclub Luftschiffhafen, dem der Kanu-Club Potsdam im OSC angehört. 
Am 1. Januar 2003 entstand aus der Abteilung Kanu im Olympischen Sportclub e. V. als eine von zwei Abteilungen der Kanu Club Potsdam.
Weitere erfolgreiche Sportler des Vereins sind Jan Vandrey, Ronald Rauhe, Katrin Wagner-Augustin, Tim Wieskötter, Sebastian Brendel, Kurt Kuschela, Franziska Weber, Conny Waßmuth.

## Auszeichnungen
- 2012: Goldene Henne (Ehrenpreis der Jury – „Olympia“)